# オーガスト (エリック・クラプトンのアルバム)
『オーガスト』(英語: August)は、1986年に発表されたエリック・クラプトンのアルバム。

## 解説
前作『ビハインド・ザ・サン』に引き続き、プロデューサーにフィル・コリンズを起用して、ポップな音作りを試みた。アルバム・タイトルは、同年8月に息子のコナーが生まれたことにちなんでいる。なお、コナーは1991年に窓から転落死してしまい、クラプトンはその悲しみと向き合うために「ティアーズ・イン・ヘヴン」を書いた。
「イッツ・イン・ザ・ウェイ・ザット・ユー・ユーズ・イット」は、映画『ハスラー2』の主題歌。「ティアリング・アス・アパート」はクラプトンとティナ・ターナーのデュエット・ヴォーカルが話題となった。「ホーリー・マザー」は同年3月に自殺したリチャード・マニュエル（ザ・バンド）に捧げた曲。「ビハインド・ザ・マスク」はイエロー・マジック・オーケストラ（YMO）のカバーで、マイケル・ジャクソンによりメロディの追加と補作詞が施されたバージョンである。
LPでは11曲入りだったが、CDにはボーナス・トラック「グランド・イリュージョン」収録。

## 収録曲
1. イッツ・イン・ザ・ウェイ・ザット・ユー・ユーズ・イット - It's in the Way That You Use It (Eric Clapton, Robbie Robertson)
2. ラン - Run (Lamont Dozier)
3. ティアリング・アス・アパート - Tearing Us Apart (E. Clapton, Greg Phillinganes)
4. バッド・インフルエンス - Bad Influence (Robert Cray, G. Phillinganes)
5. ウォーク・アウェイ - Walk Away (Richard Feldman/Marcello Levy)
6. ハング・アップ・オン・ユア・ラヴ - Hung Up on Your Love (L. Dozier)
7. テイク・ア・チャンス - Take a Chance (E. Clapton, G. Phillinganes)
8. ホールド・オン - Hold on (E. Clapton, Phil Collins)
9. ミス・ユー - Miss You (E. Clapton, Bobby Columby, G. Phillinganes)
10. ホリー・マザー(リチャード・マニュエルに捧ぐ) - Holy Mother (Stephen Bishop, E. Clapton)
11. ビハインド・ザ・マスク - Behind the Mask (Chris Mosdell, Ryuichi Sakamoto)
12. グランド・イリュージョン - Grand Illusion (Bob Farrell, Dave Robbins, Wesly Stephenson)

## レコーディング・メンバー
- Eric Clapton - guitar, vocals, producer
- Phil Collins - drums, vocals
- Tina Turner - vocals
- Nathan East - bass guitar
- Henry Spinetti	 - drums
- Michael Brecker - saxophone
- Jon Faddis	 - trumpet
- Gary Brooker - keyboards and vocals
- Leon Pendarvis - horn arrangements
- Greg Phillinganes - keyboards  and vocals
- Richard Feldman - keyboards
- Laurence Cottle - bass
- Dave Bargeron - trombone
- Randy Brecker - trumpet
- Richard Cottle - synthesizer
- Katie Kissoon - vocals
- Magic Moreno - vocals, engineer
- Tessa Niles - vocals